# دی‌کبالت اکتاکربونیل
دی‌کبالت اکتاکربونیل (به انگلیسی: Dicobalt octacarbonyl) با فرمول شیمیایی Co۲(CO)۸ یک ترکیب شیمیایی است. که جرم مولی آن 341.95 g/mol می‌باشد. شکل ظاهری این ترکیب، در حالت خالص کریستال‌های قرمز-نارنجی است.